# ゲオルク・ランゲンドルフ
ゲオルク・ランゲンドルフ（Georg Langendorf、1920年7月28日 - 1999年1月28日）は、第二次世界大戦中のナチス・ドイツ武装親衛隊将校、騎士鉄十字章受章者。1943年夏から第11SS義勇装甲擲弾兵師団「ノルトラント」第11SS装甲偵察大隊に所属し、後に第5中隊指揮官として東部戦線で活躍した。親衛隊隊員番号は380 658、最終階級はSS中尉（SS-Obersturmführer）。

## 生い立ち
1920年7月28日、ランゲンドルフはドイツのダルムシュタット、グレーフェンハウゼン（Gräfenhausen）に生まれ、1934年5月15日にナチスの青少年組織ヒトラーユーゲントに加入した。その後は父親と同様に煉瓦職人として働いたが、マインツで教育を受けた後、ダルムシュタットの実業高校でアーキテクト（建築家）としての技術を学んだ。

## 第二次世界大戦初期
1939年11月20日、ランゲンドルフは武装親衛隊の前身である親衛隊特務部隊に志願入隊した。当初は機関銃手として訓練を受けたが、1940年5月の西方戦役ではSS-VT 師団戦車猟兵大隊の一員として参戦した。
1940年12月、新たなSS師団として「ヴィーキング」師団（フェリックス・シュタイナーSS少将）が創設されると、ランゲンドルフは下士官として同師団の戦車猟兵大隊に配属された。そして対戦車砲兵として4ヶ月の訓練を経た後、ランゲンドルフは対戦車砲長となった。
その後、ランゲンドルフは1943年2月2日から5月29日までチェコスロバキアのプロゼチュニッツSS装甲擲弾兵学校（SS-Panzergrenadierschule Prosetschnitz）第9予備役士官候補生課程に通い、5月20日にはSS曹長（SS-Oberscharführer）および予備役士官候補生となった。そして卒業後の1943年6月、予備役士官（Reserveoffizier）ランゲンドルフは第ⅢSS装甲軍団の「ノルトラント」師団の偵察大隊に小隊長として配属され、9月1日に予備役SS少尉（SS-Untersturmführer der Reserve）に昇進した。

## 1944年1月 オラニエンバウム撤退戦
1944年1月、第11SS義勇装甲擲弾兵師団「ノルトラント」を含む第ⅢSS装甲軍団（フェリックス・シュタイナーSS大将）はレニングラード戦線のドイツ北方軍集団（ヴァルター・モーデル上級大将）に所属し、レニングラード近郊のオラニエンバウムの前線へ移動するよう命令された。しかし、第ⅢSS装甲軍団が現地に到着した後の1944年1月14日、ソビエト赤軍の攻撃によってついにレニングラード包囲網が破られ、「ノルトラント」師団はオラニエンバウムからエストニアのナルヴァまでの60kmの撤退路を戦いながら行軍することとなった。
この時、ランゲンドルフが所属する第11SS装甲偵察大隊はドイツ第18軍の「ヴェングラー」戦闘団（Kampfgruppe Wengler）に編入されたが、1月24日に第5中隊長ハンス・シュミットSS中尉（SS-Obersturmführer Hans Schmidt）が負傷したため、ランゲンドルフが代行の第5中隊指揮官となった。その2日後である1944年1月26日、グバニツィ（Gubanizy／Губаницы）の戦闘の功績によってランゲンドルフは2月8日に大隊長ルドルフ・ザールバッハSS大尉（SS-Hauptsturmführer Rudolf Saalbach）から騎士鉄十字章受章の推薦を受けた。
| 「 | 「ヴェングラー」戦闘団の一部として行動する第11SS装甲偵察大隊は、ヴォロソヴォ（Wolossowo／Волосово）北東のグバニツィの重要な交差路を確保せんとした。1944年1月26日、大半がT-34から成る56両のロシア軍戦車がこの町に対する攻撃を行った。彼らには350名超の兵を有する1個大隊が随伴していた。重兵器中隊指揮官ランゲンドルフSS少尉は彼の対戦車砲小隊をもってトロソヴォ（Torosowo）方面に繋がる町の北東部を全般に守りきった。砲兵の支援も歩兵の支援も無かったにもかかわらず、ランゲンドルフは自らの決断で彼の砲手を前進させ、効果的な方法で反撃を可能にしたのであった。 しばらくの砲戦の後、わずかな弾薬しか有していなかった2両の突撃砲が戦線を離脱した。これによってランゲンドルフの対戦車砲小隊がロシア軍の攻撃の中心に直面することとなった。無謀とも言うべき奮闘を通じ、ランゲンドルフと彼の対戦車砲小隊は2時間で24両の敵戦車（うち15両がT-34）を撃破した。これに加えて6両のロシア軍戦車がランゲンドルフの対戦車防衛戦闘によって行動不能となり、8両のロシア軍戦車が突撃砲によって破壊された。 装甲部隊の第一波を切り抜けた後、ランゲンドルフは対戦車砲輸送装甲車を展開させ、町の南側へ砲を配置した。そこで彼は再び戦車を撃退し、戦闘の第一段階において補給路を維持することに成功した。 町の北東部に戻った後、ランゲンドルフはロシア軍の歩兵部隊および装甲部隊の第二波からこの地を防衛するため、弱小な歩兵部隊を集結させた。この日、ランゲンドルフの対戦車兵器は合計で31両の敵戦車（22両はT-34）を撃破し、6両の敵戦車を行動不能にしたのである。 1944年1月27日、ラグノヴォ（Lagunovo）においてランゲンドルフは別の敵戦車部隊を撃滅した。1944年1月29日、再び敵戦車2両は直撃弾を浴びて行動不能となり、ランゲンドルフによって吹き飛ばされた。こうしてこの4日間で、ランゲンドルフと彼の中隊は合計34両の敵戦車を撃破し、6両を行動不能にした。結局、1944年1月26日のグバニツィにおける敵戦車多数撃破は敵にとってグバニツィ突破およびヴォロソヴォ占領という目的（捕虜の証言で確認）を不可能なものとした。そしてこれによって我がドイツ軍の即時後退が可能となったのである。 | 」 |

そして1944年3月12日、第11SS装甲偵察大隊第5中隊長（代行）ランゲンドルフSS少尉は、大隊指揮官ルドルフ・ザールバッハSS大尉、｢ノルゲ｣連隊指揮官（代行）アルブレヒト・クリューゲルSS少佐（SS-Sturmbannführer Albrecht Krügel）、｢ダンマルク｣連隊第5中隊指揮官ヴァルター・ゼーバッハSS中尉（SS-Ostuf. Walter Seebach）と並んでマティアス・クラインハイスターカンプSS中将から騎士鉄十字章を授与された。
1944年4月20日、ランゲンドルフは予備役SS中尉（SS-Obersturmführer der Reserve）に昇進した。

## 1945年2月までの活躍
1944年10月、ランゲンドルフは常勤の第5中隊指揮官となり、1945年2月12日には大隊長ルドルフ・ザールバッハSS少佐からドイツ黄金十字章受章の推薦を受けた。

## 最後の戦い
1945年3月11日、ランゲンドルフは負傷して野戦病院へ送られた。3月30日には第5中隊に復帰したものの、4月19日にベルリン市内のブーコー（Buckow）近郊で重傷を負い、再び病院へと戻った。1945年5月、ランゲンドルフはイギリス軍の捕虜として終戦を迎えた。

## 戦後
ダルムシュタットにおいてランゲンドルフはしばらくの間イギリス軍の捕虜として過ごしたが、その間にイギリス兵はランゲンドルフが騎士鉄十字章やその他の徽章を着用することを許した。釈放後、彼は故郷のグラーフェンハウゼンにおいて建設会社を興し、引退するまで経営を続けた。
ランゲンドルフは1985年以来、第11SS装甲偵察大隊の戦友会の一員として、1944年から1945年にかけてバルト三国、ポメラニア、ベルリンで戦死した隊員の墓を発見する活動に協力した。
1999年1月28日、ゲオルク・ランゲンドルフは生まれ故郷のダルムシュタット・グラーフェンハウゼンにおいて亡くなった。78歳であった。

## 勲章
- 二級鉄十字章（1941.11.01）
- 歩兵突撃章銀（1942.05.09）
- 東部戦線従軍記章（1942.09.13）
- 一級鉄十字章（1943.02.08）
- 騎士鉄十字章（1944.03.12）
- 戦傷章黒（1944.03.30）
- 戦車突撃章銅（1944.04.20）
- 白兵戦章銅（1944.06.04）
- 白兵戦章銀（1944.06.18）
- ドイツ黄金十字章（1945.03.30）

## 註
1. ↑  Marc C. Yerger "German Cross In Gold Holders of the SS and Police volume 3: Regiment and Division "Nordland" p93
2. ↑  同上 pp.95-96.
3. ↑  同上 pp.96-98.

## 文献
- Yerger, MarK C.. German Cross In Gold Holders of the SS and Police volume 3: Regiment and Division "Nordland". CA, USA: R. James Bender Publishing, 2008. ISBN 1-932970-07-X.
- Tieke, Wilhelm. Tragedy of the Faithful: A History of the lll.（germanisches）SS-Panzer-Korps.  Manitoba, Canada: J.J. Fedorowicz Publishing, 2001. ISBN 0-921991-61-4.
- Michaelis, Rolf. The 11th SS-Panzer-Grenadier-Division "Nordland". Atglen, PA, USA: Schiffer Publishing, 2008. ISBN 978-0-7643-3100-8